# Историја Европске уније
Историја Европске уније представља временски период који почиње 1952. оснивањем прве велике европске наднационалне економске заједнице — Европске заједнице за угаљ и челик. У Европи су 1958. основане још две наднационалне заједнице — Европска економска заједница и Европска заједница за атомску енергију, које су се 1967. заједно са Европском заједницом за угаљ и челик ујединиле у Европске заједнице. Године 1993. Европска економска заједница је, поставши један од три стуба Европске уније, ушла у њен састав као Европска заједница, а десет година касније, истеком Уговора из Париза, и функције Европске заједнице за угаљ и челик су постале део надлежности Европске заједнице, а самим тим и ЕУ. Европска заједница за атомску енергију је наставила да постоји као самостална наднационална организација.
Од свог настанка, па до данашњих дана, Европска унија је расла и развијала се. Оно што је почело као шесточлана организација за слободну трговину индустријским сировинама, развило се у јединствену унију унутар чијих 28 држава чланица је омогућено слободно кретање људи, роба, услуга и капитала. Већина њених грађана се служи заједничком валутом, а чланице остварују јако блиску сарадњу у правним, полицијским, одбрамбеним и спољнополитичким питањима. Од заједнице која је изградила Европу из пепела након Другог светског рата, прерасла је у унију са преко 510 милиона становника, са највишим бруто друштвеним производом на свету.

## Идеја о уједињеној Европи
Идеја о уједињеној Европи је јако стара и потиче из периода Римског царства. После његовог распада, било је више покушаја уједињења Европе на принципима националне државе (Франачка држава, Свето римско царство, Пољско-литванска унија, Прво француско царство и Нацистичка Немачка). Међутим, сви ти покушаји су пропали, зато што су били засновани на принудном уједињењу држава, а не на њиховој међусобној сарадњи.
По завршетку Првог светског рата, решене да не дозволе да се ужаси рата икада понове, многе државе почињу да размишљају о политички уједињеној Европи. Аустријски гроф Рихард Коуденхове-Калерги је 1923. основао Паневропски покрет и 1926. је на првом Паневропском конгресу одржаном у Бечу окупио бројне личности из света политике. Између осталог, том приликом је рекао следеће:
Европа као политички концепт не постоји. Овај део света обухвата народе и државе који се налазе у хаосу, на бурету барута међународних сукоба, на пољу будућих сукоба. Ово је европско питање: међусобна мржња Европљана која трује атмосферу. (…) Европско питање биће решено само путем уједињења европских народа. Највећа препрека стварању Сједињених Европских Држава су 1.000 година ривалитета између двају најбројнијих нација Европе — Немаца и Француза…
Француски премијер Аристид Бријан (фр. Aristide Briand) је на седници Друштва народа 1929. предложио формирање федерације европских држава у циљу економског напретка и политичко-социјалне сарадње. Бројни политичари и економисти су добро прихватили Бријанов предлог, тако да му је Друштво народа дало задатак да напише меморандум са конкретним пројектом. Он је 1930. представио документ који је назвао „Меморандум о организацији система Европске федералне уније“, али је тада почетак Велике економске кризе гурнуо у страну идеју о уједињеној Европи. Бријанов сународник, политичар Едуар Ерио (фр. Edouard Herriot) је 1931. објавио књигу „Сједињене Европске Државе“, како би пажњу јавности поново усмерио ка идеји европског уједињења. Међутим, њен даљи развој потпуно је прекинут успоном нацизма у Немачкој који је довео до почетка Другог светског рата.

## Почетак сарадње
По завршетку Другог светског рата, стварање наднационалне организације било је потребно из политичких и економских разлога, па се све чешће могло чути мишљење да је њено стварање једини начин да се спрече даљи ратови између европских народа. Привреда „старог континента“ је у рату претрпела велике губитке — производња је скоро стала и животни стандард људи је знатно опао. Велики број политичара је веровао да се привреда може обновити само стварањем заједничког тржишта, које би подстакло већу конкуренцију, услед чега би дошло до раста продуктивности рада и животног стандарда.
Британски премијер Винстон Черчил је 19. септембра 1946. на Универзитету у Цириху одржао говор који по многима представља први послератни корак направљен ка европској интеграцији. Он је том приликом рекао:
Данас желим да вам говорим о европској трагедији. (…) Постоји један лек који би могао, ако би био усвојен глобално и спонтано од стране велике већине људи у многим државама, попут чуда да потпуно промени ситуацију и да целу Европу, или њен већи део, учини слободном и срећном као што је данас Швајцарска. Који је то поуздани лек? То је обнова европске породице, или оноликог њеног дела колики можемо обновити, и обезбеђивање структуре која би јој омогућила да живи у миру, сигурности и слободи. Морамо да направимо неку врсту Сједињених Европских Држава. (…) Први корак у обнови европске породице мора бити партнерство Француске и Немачке.
Захваљујући Черчиловом говору, у Хагу је 1948. одржана конференција на којој су присуствовали бројни политичари и представници влада, али и представници разних грађанских удружења. Циљ конференције било је оснивање Савета Европе, а на њеном крају је донет Статут Савета Европе. Статут је 5. маја 1949. у Лондону је потписало 10 европских земаља — Белгија, Данска, Француска, Ирска, Италија, Луксембург, Холандија, Норвешка, Шведска и Уједињено Краљевство. Овим догађајем, који је познатији као Лондонски споразум, основан је Савет Европе. Иако је у самом почетку Савет покушао да утиче на продубљивање политичке сарадње између земаља чланица, његова основна функција сводила се на јачање демократије и поштовања људских права у њима.

## Уговор из Париза
Многи Европљани су сматрали да се западнонемачка привреда пребрзо опорављала од последица рата и да се на неки начин мора контролисати. Како би испунио вољу народа, француски министар спољних послова Робер Шуман (фр. Robert Schuman) је на основу плана свог сународника, економисте Жана Монеа (фр. Jean Monnet), предложио уједињење француске и западнонемачке индустрије угља и челика, и позвао је и друге земље да се придруже. Шуманова декларација (такође називана и Шумановим планом) је представљена 9. маја 1950, и почели су преговори о оснивању Европске заједнице за угаљ и челик (ЕЗУЧ), који су успешно завршени. На основу Шуманове декларације израђен је Париски уговор, како је Уговор о Европској заједници за угаљ и челик називан у јавности. Представљен је 18. априла 1951, и његовим ступањем на снагу 24. јула следеће године, и то на временски период од 50 година, дошло је до уједињења индустрија угља и челика шест западноевропских земаља — Француске, Западне Немачке, Италије, Белгије, Холандије и Луксембурга. Све царине у трговини гвожђем, угљем и челиком су укинуте, уведена је заједничка тарифа према земљама ван ЕЗУЧ, а почела је да се спроводи и строжа контрола производње и продаје ових сировина. Као руководеће тело ЕЗУЧ основана је Висока власт, за чијег је првог председника изабран Жан Моне, идејни творац ЕЗУЧ, а за привремено седиште је изабран Луксембург. Заједничка скупштина, која је имала само саветодавну улогу, основана је 10. септембра исте године и за њеног председника је изабран белгијски министар спољних послова Пол Анри Спак (фр. Paul Henri Spaak). Такође, основан је и Савет министара, чији је циљ био заштита интереса земаља чланица. Суд правде Европске уније је четврта институција основана Париским уговором, и то са циљем да решава неспоразуме који би могли настати унутар Заједнице.

## Економска унија Бенелукса
Још 1921. Белгија и Луксембург су се удружили у економску унију, а 5. септембра 1944. владе земаља Бенелукса у избеглиштву су донеле одлуку о оснивању Царинске уније Бенелукса. Схвативши да су привреде њихових земаља премале да би самостално могле да опстану на светском тржишту, вође земаља Бенелукса су донеле одлуку о стварању присније економске уније и 1958. Царинска унија Бенелукса је замењена Економском унијом Бенелукса. Ова Унија је омогућила потпуну слободу кретања људи, робе, услуга и капитала између земаља Бенелукса, као и координацију њихових социјалних и економских политика.

## Римски уговори
Председник Заједничке скупштине ЕЗУЧ Пол Анри Спак је 1955. предложио економску интеграцију западноевропских земаља, по угледу на тадашњу Царинску унију Бенелукса. Поводом Спаковог предлога у Месини је 15. јуна исте године почела конференција земаља чланица Европске заједнице за угаљ и челик. Циљ конференције, којом је Спак председавао, била је припрема нацрта споразума који би омогућио настанак Европске економске заједнице (ЕЕЗ). Нацрт споразума је у мају 1956. представљен земљама чланицама и после годину дана преговора, у Риму су 25. марта 1957. потписани Римски уговори. Пошто је прошао потврђивање у парламентима земаља потписница, споразум је 1. јануара 1958. ступио на снагу. Његово спровођење је омогућило слободно кретање роба, а кретање људи, финансијских средстава и услуга је олакшано. Висина трговинских царина између земаља чланица је значајно смањена, монопол је забрањен и усвојене су одређене одредбе везане за транспорт, као и комерцијалне привилегије за колоније земаља чланица. Једна од одредби Уговора онемогућила је једнострано прекидање споразума, и његов прекид би, као и свака друга одлука унутар ЕЕЗ, могао бити издејствован једино већинским изгласавањем. За председника комисије Заједнице изабран је западнонемачки политичар Валтер Халштајн.
Европска заједница за атомску енергију (Евроатом) је настала као други продукт Римских уговора. Њено оснивање је извршено на инсистирање Француске, која је желела да се ради стварања јаке нуклеарне индустрије, изврши интеграција нуклеарних потенцијала земаља чланица ЕЕЗ. Француски инжењер Луј Арман (фр. Louis Armand) је изабран за њеног првог председника.
Јединствено тржиште за пољопривредне производе створено је усвајањем Заједничке пољопривредне политике. Такође, она је, гарантујући цену пољопривредних производа, европским сељацима загарантовала довољне приходе. Римским уговорима, основана је прва финансијска институција Европских заједница, која је јавном и приватном сектору унутар њих давала дугорочне зајмове — Европска инвестициона банка.
У периоду пред усвајање Римских уговора друге европске државе су позване на ближу сарадњу која би на крају довела до њиховог пријема у Заједницу. Уједињено Краљевство је одбило овај позив и, плашећи се губитка контроле над сопственом политиком, оно је заједно са Норвешком, Шведском, Данском, Швајцарском, Аустријом и Португалом основало организацију ЕФТА — Европску асоцијацију за слободну трговину.

## Уговор о спајању
Унутар европских заједница постојала је сагласност око тога да се овлашћења њихових руководећих тела морају повећати, али постојало је и неслагање око начина на који би то повећање било извршено. Наиме, Француска се залагала за повећање овлашћења Савета министара Заједничке скупштине, док су друге земље чланице сматрале да се јачање руководећих тела може извршити само њиховом интеграцијом у једно тело са широким овлашћењима. После дужих преговора који су трајали од 23. септембра 1963. до 8. априла 1965. земље чланице су у Бриселу потписале Уговор о спајању, документ који је предвиђао уједињење три европске заједнице, а самим тим и уједињење њихових руководећих тела. Уговор је ступио на снагу 1. јула 1967, чиме су створене Европске заједнице и њена руководећа тела — Европска комисија, Савет министара и Европски парламент. Економске одредбе овог споразума су довеле до још веће економске интеграције земаља чланица — царина на индустријску робу између њих је укинута и уведена је заједничка царинска тарифа према земљама ван Заједница.

## Прво проширење
Проширење Европских заједница се први пут званично помиње у Римским уговорима, када је одлучено да само европска држава може ући у састав ЕЕЗ и да око њеног пријема мора постојати консензус земаља чланица. Такође, држава и њене институције се морају придржавати демократских принципа и морају прихватити основне циљеве којима ЕЕЗ тежи, као и све законе које су унутар ње донети.
Први покушај проширења ЕЕЗ догодио се 1961, када је Уједињено Краљевство, увидевши колики су економски напредак доживеле земље чланице, почело преговоре о пријему. Међутим, председник Француске Шарл де Гол је 1963, уложивши вето, блокирао процес преговора, а као главни разлог свог поступка, који је поновио 1967. када је УК поново поднело пријаву, навео је блиске односе УК и САД. Пошто је 1969. Де Гол поднео оставку на место председника, УК је опет поднело пријаву за чланство, а исто су учиниле и Ирска, Данска и Норвешка. УК, Ирска и Данска су 1. јануара 1973. постале пуноправне чланице, а грађани Норвешке су на референдуму одлучили да желе да остану ван ЕЗ.

## Нови Европски парламент
Претеча европског парламентаризма, Заједничка скупштина Европске заједнице за угаљ и челик је Уговором о спајању претворена у Европски парламент. Његови чланови су све до 1979. бирани из редова парламентараца држава чланица ЕЗ, које су овај избор вршиле користећи различите системе — пропорционални, већински, или пак њихову комбинацију. Први директни избори за чланове Европског парламента су одржани од 7. до 10. јуна 1979. и на њима су по први пут право гласа имали сви пунолетни грађани Европских заједница. Европски парламент је после избора, које је обележила мала излазност бирача (свега 40%), имао 410 чланова и за његовог председника је изабрана француска политичарка и адвокат Симон Вел (фр. Simone Veil).

## Проширење ка југу
Иако су већ оствариле одређене економске везе са Европским заједницама, Грчка, Шпанија и Португал нису могли постати њени чланови. Разлог за то били су војни режими који су се налазили на власти у овим јужноевропским државама. Током 1974. и 1975. долази до свргавања војних режима у Португалу, односно Грчкој и Шпанији, што им омогућава да поднесу пријаве за чланство у ЕЗ. Пријаву прва подноси Грчка 1975. и пошто је на захтев Немачке и Француске процес пријема убрзан, 1. јануара 1981. она постаје десета чланица ЕЗ. Гренланд, некадашња данска колонија, а тадашња административна јединица ове северноевропске државе је 1985. због неслагања у рибарској политици напустио ЕЗ. Шпанија и Португал су пријаве за чланство поднеле 1977. и после дугих и тешких преговора, 12. јуна 1985. у Мадриду, односно Лисабону потписани су споразуми о пријему. Ове две пиринејске земље су се 1. јануара 1986. придружиле ЕЗ, чиме је број њихових чланица порастао на 12.

## Европска застава
Савет Европе је 1955. заставу са 12 златних звезда, које су у кругу поређане на плавој подлози, изабрао за свој званични симбол. Савет Европе је 1983. предложио Европском парламенту да поменуту заставу усвоји као своју званичну и Европски парламент је то и учинио. Шефови држава и владе земаља чланица Европских заједница 1985. су прихватили овај симбол и 1. јануара 1986. све институције ЕЗ су почеле да га користе.

## Јединствени европски акт
Председник Европске комисије, Жак Делор (фр. Jacques Delors) је у јуну 1985. године представио документ који је предвиђао учвршћивање заједничког тржишта унутар Европских заједница. Исте године, Делорова комисија донела је документ који предвиђа прве велике допуне и измене Уговора о спајању — Јединствени европски акт (ЈЕА). Највећи број одредби овог документа односио се на институционе и економске реформе ЕЗ и преговори о његовом коначном тексту су убрзо отпочели. По завршетку преговора, у децембру 1985. године министри спољних послова 10 земаља чланица ЕЗ усагласили су се око садржаја Јединственог европског акта, док су Данска и Италија морале да преиспитају да ли њихови устави дозвољавају потписивање оваквог споразума. Дански парламент није био сагласан са ЈЕА, па је њена влада расписала референдум. Белгија, Западна Немачка, Француска, Ирска, Луксембург, Холандија, Португал, Шпанија и Уједињено Краљевство су 17. фебруара 1986. потписали ЈЕА, док су га Италија, Грчка и Данска потписале 27. фебруара исте године, након његовог потврђивања на референдуму у Данској. Пошто је током 1986. и 1987. године прошао потврђивање у парламентима земаља потписница, ЈЕА је 1. јула 1987. године ступио на снагу.
Реформе које је Јединствени европски акт превиђао имале су велики утицај на Савет Европске уније и Европски парламент, чија су овлашћења значајно повећана. Коришћење права вета је претрпело одређене санкције, што је умањило могућност блокирања даљег процеса интеграције од стране неке земље чланице. Предвиђено је стварање заједничког тржишта које би омогућило слободно кретање људи, роба, услуга и капитала, а као рок за то одређена је 1992. година. Пут ка стварању монетарног јединства утрла је одредба ЈЕА која је увела одређене мере за контролисање монетарне политике земаља чланица. Како би се већим улагањима, између различитих земаља и региона Европских заједница постигла већа једнакост у економском и социјалном погледу, њихове 3 најзначајније финансијске организације — Европски социјални фонд (основан 1960), Европски фонд за управљање и гаранције у пољопривреди (основан 1962) и Европски фонд за регионални развој (основан 1975), претрпеле су одређене реформе, а обезбеђен је и већи прилив новчаних средстава у њих. Такође, ЈЕА је покренуо повезивање земаља чланица ЕЗ у областима социјалне заштите, истраживања, развоја технологије и заштите животне средине.

## 1987—1990.
Иако је још 1959. остварила прве економске везе са Европском економском заједницом, Турска је званичну пријаву за чланство у Европским заједницама поднела тек 1987. године. Европска комисија је две године касније прихватила пријаву ове азијско-европске државе, указавши притом на то да је политичко и економско стање у земљи незадовољавајуће, као и да се грчко-турски односи, који због турске окупације Кипра нису на завидном нивоу, морају побољшати. Исте године, пријаву за чланству је поднео и Мароко, али је пријава ове северноафричке државе одбијена са образложењем да само европске државе могу постати чланице ЕЗ.
Совјетски утицај у земљама чланицама Варшавског пакта званично престаје 1988. године, доношењем такозване Синатрине доктрине. После више од 40 година, 3. октобра 1990. године Немачка се уједињује и њен источни део постаје део Европске заједнице. Пад Берлинског зида и раскидање Варшавског пакта, отворио је врата сарадњи са источноевропским земљама и даљем ширењу Европских заједница.

## Уговор из Мастрихта
Пад комунизма у источној Европи и уједињење Немачке наводе Европске заједнице да учврсте своју улогу у међународним питањима, а унутар њих се јавља потреба за јачањем, како економске, тако и политичке сарадње између држава чланица. У априлу 1989. године председник Европске комисије, Жак Делор, представио је коначан извештај Комитета за студију о Економској и монетарној унији (ЕМУ). На седници Европског савета у Даблину, 28. априла 1990. године, на иницијативу Белгије, Немачке и Француске, уз подршку Европског парламента почели су разговори о приснијој унутрашњој политичкој сарадњи. Министри спољних послова држава чланица ЕЗ су 15. децембра исте године на састанку у Риму донели одлуку о отпочињању две истовремене међувладине конференције — прву би водили министри спољних послова, а другу министри економије и финансија. Нацрт новог споразума је представљен 17. априла 1991. године и он је, уз ревизију и допуну појединих одредби Римских уговора, предвиђао стварање Европске уније, заједнице чије су активности подељене на три области деловања — њена три стуба. Први стуб Европске уније чиниле би активности Европске економске заједнице, која је преименована у Европску заједницу, други Заједничка спољна и безбедносна политика, а трећи Полицијска и правосудна сарадња у кривичним предметима. Евроатом и Европска заједница за угаљ и челик су у оквиру Европске уније наставили да постоје као самосталне наднационалне организације.
Министри спољних послова и финансија „европске дванаесторице“ су у Мастрихту, 7. фебруара 1992. године, потписали Уговор из Мастрихта, како је Уговор о Европској унији популарно назван. Европски парламент и већина чланица су усвојили Уговор, док су Данска, Ирска, Немачка и Француска по овом питању организовале референдум. На референдуму у Данској уговор је одбачен, а усвојен је на референдумима у Ирској, Француској и Немачкој. Парламент уједињеног УК је усвојио уговор, али тек након успешног поновљеног референдума у Данској. Пошто је усвојен од стране свих земаља чланица и Европског парламента, Мастрихтски уговор је 1. новембра 1993. године ступио на снагу, чиме је основана Европска унија.
Мастрихтски уговор је предвиђао стварање Економске и монетарне уније, која би омогућила увођење заједничке валуте. На овај начин, била би стављена круна на унутрашње тржиште Европске уније, које је почело да функционише 1993. године. Структурни фондови ЕУ су знатно повећани и основан је нови Кохезиони фонд, као и Европски инвестициони фонд, огранак Европске инвестиционе банке, чији је циљ давање зајмова ситним предузетницима. Како би се у увођењу нових закона узела у обзир мишљења више представника из различитих региона ЕУ, са радом је почео Одбор регија. Надлежност ЕУ у области разних друштвених, економских и еколошких питања је значајно повећана, а створене су и Трансевропске мреже, које би утицале на повезивање земаља чланица у области саобраћаја, телекомуникација и енергетике. Становници свих земаља чланица, постали су грађани Европске уније, а уведен је и омбудсман — заштитник њихових права. Такође, усвојена је заједничка социјална политика ЕУ, са највећим освртом на заштиту права радника.
Земље чланице су у оквиру Заједничке спољне и безбедносне политике почеле заједнички да делују у оквиру заштите основних принципа и интегритета Уније, јачања међународне безбедности и сарадње, а утврђена је и заједничка одбрамбена политика. Поред тога, дефинисани су односи са НАТО и Западноевропском унијом. Заједничка активност чланица у областима сузбијања организованог криминала и тероризма установљена је Правним и унутрашњим питањима, која је налагала ближе односе полиције, царине и других надлежних органа чланица. Како би се омогућило једноставније обављање ове сарадње, предвиђено је усклађивање кривичних прописа чланица, а 1994. године је, по угледу на Интерпол, основан Европол.

## Европски економски простор
Европске заједнице и Европска асоцијација за слободну трговину су 1972. и 1973. године потписале споразуме о слободној трговини, али су временом обе стране исказале жељу да појачају своју економску сарадњу. Међутим, интензивнији рад на овом питању почиње тек после доношења Јединственог европског акта, који је предвиђао стварање заједничког унутрашњег тржишта Европске уније. Чланице организације ЕФТА — Норвешка, Шведска, Финска, Исланд, Аустрија, Швајцарска и Лихтенштајн желеле су да постану део заједничког тржишта, иако нису унутар ЕУ. Почетком 1989. године, Жак Делор је предложио остваривање сложенијег партнерства, у виду стварања Европског економског простора (ЕЕП). У мају следеће године, Европска комисија је од Савета ЕУ добила овлашћење да отпочне преговоре. Услов који су чланице Европске асоцијације за слободну трговину морале да испуне, био је да морају поштовати законе ЕУ који се односе на конкуренцију, заштиту потрошача, јавну помоћ државе и сл. По успешном завршетку преговора, у Порту је 2. маја 1992. потписан Споразум о Европском економском простору, који је ступио на снагу истог дана када и заједничко унутрашње тржиште ЕУ — 1. јануара 1993. године. Све чланице организације ЕФТА, сем Швајцарске која га је одбацила на референдуму, потврдиле су споразум. Норвешка, Шведска, Финска, Исланд и Аустрија су постале чланице ЕЕП 1. јануара 1994. године, док је Лихтенштајн то учинио тачно годину дана касније, после одржаног референдума. Новостворени ЕЕП је обухватио 18 држава и преко 380 милиона становника. Унутар њега било је могуће слободно кретање роба, услуга и капитала. Ипак, царинска контрола између земаља ЕУ и организације ЕФТА је задржана, како би се избегле веће промене у спољнотрговинском билансу земаља ЕУ. Основане су институције које би руководиле ЕЕП, а поред сарадње у области економије, отпочета је одређена сарадња у сфери истраживања, заштите животне средине и контроли услова рада.

## Четврто проширење
Пошто би уласком у Европски економски простор, аутоматски постале чланице заједничког тржишта Европске уније, чланице организације Европске асоцијације за слободну трговину су желеле да узму учешћа у процесу доношења одлука везаних за поменуто тржиште, а то су могле постигнути једино пуноправним чланством у ЕУ. Пријаву за чланство је прва поднела Аустрија 1989, затим Шведска 1991. године, а годину дана касније Финска, Швајцарска и Норвешка. Наводећи да му је чланство у ЕЕП сасвим довољно, Исланд није поднео пријаву. Пошто су њени грађани на референдуму одбацили споразум о ЕЕП, Швајцарска је повукла своју пријаву. Због сумње да би преговори са потенцијалним чланицама могли да омету процес доношења Мастрихтског уговора, Европски савет је на седници у Единбургу донео одлуку да преговори почну почетком 1993. године. Земље кандидати имале су БДП и доходак по глави становника који су били међу највећима у Европи, па су настојале да у највећој могућој мери заштите своје социјалне и економске интересе, што је доста отежало преговоре. Највећи камен спотицања представљала су питања везана за пољопривреду, риболов, регионалну помоћ и доприносе буџету Уније, али је на крају највећи део спорних питања решен у корист земаља кандидата, које су издејствовале одређене уступке. Преговори су успешно завршени почетком 1994. године, а потом су земље кандидати организовале референдуме, на којима би се њихови грађани изјаснили да ли желе да уђу у ЕУ. Грађани Норвешке су, као и 30 година раније, рекли не уласку у ЕУ, а грађани других трију земаља кандидата су одговорили потврдно. Првог дана 1995. године, Аустрија, Финска и Шведска су постале део Европске уније, чиме је број њених земаља чланица порастао на 15.

## Уговор из Амстердама
Лакша измена спорних одредби постојећих уговора Европске уније омогућена је доношењем Мастрихтског уговора, и то тако што су све земље чланице, као и Европска комисија, добиле право на подношење амандмана. Пошто су неке земље чланице искористиле ово право, у Торину је 29. марта 1996. године почела међувладина конференција, на којој су земље чланице водиле преговоре о доношењу новог уговора. Ступањем на снагу овог уговора, на снагу би ступили и поднети амандмани, чиме би спорне одредбе биле замењене. На седници Европског савета у Амстердаму, 16. и 17. јуна 1997, усаглашен је текст новог споразума, који је, пошто је претрпео одређене измене, потписан 2. октобра исте године. Након потврђивања од стране земаља чланица, Уговор из Амстердама је 1. маја 1999. године ступио на снагу.
Основни циљ Уговора из Амстердама било је стварање јединства између земаља чланица у области заштите основних људских права, сваке врсте слободе и безбедности европских грађана. Шенгенски уговор, који је омогућавао слободно кретање људи и укидање граничних прелаза унутар земаља потписница, постао је саставни део закона Европске уније, која је добила надлежности у области имиграције, контроле спољних граница Шенгенске зоне и одобравања виза и азила грађанима других земаља. У оквиру заједничке социјалне политике, донет је низ закона против дискриминације радника. Западноевропска унија је проглашена саставним делом другог стуба ЕУ — Заједничке спољне и безбедносне политике. Европол је добио већа овлашћења и омогућено је спровођење заједничких акција за сузбијање организованог криминала, због чега је трећи стуб ЕУ, који чине Правна и унутрашња питања, добио ново име — Полицијска и правосудна сарадња у кривичним предметима.
У склопу институционалних реформи, закони Европске уније су стављени изнад закона земаља чланица и коришћење права вета је још више ограничено. Орган који је имао највише користи од Уговора из Амстердама, био је Европски парламент, који је добио право да уложи вето на одлуку Савета Европске уније, уколико је та одлука донета без заједничког договора ове две институције. Европски савет је добио право да поништи глас земље чланице за коју се докаже да је прекршила неки од основних принципа ЕУ.

## „Европски премијер“
Председник Европске комисије Жак Сантер поднео је оставку 15. марта 1999. године, а исто су учинили сви чланови његовог кабинета. Разлог за ово, биле су критике на рачун рада Комисије, које су кулминирале када су њени чланови Едит Кресон (фр. Édith Cresson) и Мануел Марин (шп. Manuel Marín) постали предмет бројних оптужби — Кресон је оптужена за злоупотребу службеног положаја, а Марин за проневеру новца из фондова за помоћ Европске уније.
На седници Европског савета у Берлину, крајем марта 1999. године, немачки канцелар Герхард Шредер, који је председавао Саветом Европске уније, поставио је бившег председника тог тела, Романа Продија за новог председника Европске комисије. Пошто је 5. маја исте године Европски парламент потврдио Продијев мандат, а нешто касније и мандат свих чланова новог кабинета, Продијева Комисија је 18. септембра почела са радом. Романо Проди се нашао на челу ЕУ, а пошто су овлашћења председника Европске комисије захваљујући Амстердамском уговору умногоме проширена, многи су га сматрали „првим европским премијером“. Такође, Високи представник за спољну политику и безбедност ЕУ, Хавијер Солана је због високих овлашћења која су му додељена често помињан као „први европски министар спољних послова“.

## Евро
Према Мастрихтском уговору, последњи корак ка стварању Економске и монетарне уније било је увођење заједничке валуте. На седници Европског савета у Мадриду, средином децембра 1995. године, договорено је да ће се заједничка валута звати евро, а утврђен и је начин на који би нова валута била пуштена у оптицај. Мастрихтским уговором су, у циљу стабилности заједничке валуте, одређени критеријуми које је земља чланица морала да испуни како би могла да је уведе. Ови критеријуми били су јако строги и односили су се на стопу инфлације, висину буџетског дефицита и дугорочне каматне стопе, а земље су морале да се обавежу да две године пре увођења евра неће мењати курс своје валуте у односу на курсеве валута других земаља чланица. Имена земаља које су успеле да испуне поменуте критеријуме објављена су у марту 1998. године, и то су биле Аустрија, Белгија, Финска, Француска, Немачка, Ирска, Италија, Луксембург, Холандија, Португал и Шпанија, док Грчка није успела да испуни критеријуме. Уједињено Краљевство, Шведска и Данска су, иако испунивши неопходне критеријуме, одлучиле да не желе да уведу евро.
Европска централна банка (ЕЦБ), институција која је задужена за све послове везане за евро и целокупну монетарну политику Европске уније, основана је 30. јуна 1998. године са седиштем у Франкфурту, заменивши Европски монетарни институт (основан 1994). Такође, основан је и Европски систем централних банака, у чијем саставу су се поред ЕЦБ, налазиле и централне банке земаља чланица, које су биле дужне да одређену количину својих резерви у злату и новцу пребаце у ЕЦБ.
Једанаест земаља које су испуниле критеријуме су 1. јануара 1999. године почеле да користе евро на банковним рачунима и у сврхе платног промета, а њихове националне валуте су наставиле да се користе за све друге потребе. Пошто је успела да достигне критеријуме, Грчка је 2001. године постала 12. чланица еврозоне. Евро новчанице и кованице су 1. јануара 2002. године постале званично средство плаћања у 12. држава Европске уније. Аустријски шилинг, белгијски, француски и луксембуршки франак, немачка и финска марка, ирска фунта, италијанска лира, португалски ескудо, шпанска пезета и грчка драхма су коришћене упоредо са евром до краја фебруара 2002. године, када су престале да буду важеће средство плаћања.

## Уговор из Нице
Владе држава чланица су исказале потребу за реформисањем институција Европске уније, како би се она припремила за драстично повећање броја чланица — са 15 на 27. Међутим, начини на који су високи званичници појединих држава чланица желели да остваре те реформе су се разликовали. Председник Француске Жак Ширак желео је да, у корист Савета Европске уније смањи моћ Европске комисије, док је њен председник Романо Проди био против тога. Радикалну идеју о стварању парламентарне Европске федерације дао је министар спољних послова Немачке Јошка Фишер. Током већег дела 2000. године састајала се конференција влада држава чланица, на којој се расправљало о изменама процеса доношења одлука унутар ЕУ. И поред великог неслагања ставова влада појединих земаља чланица, садржај новог споразума је усаглашен на седници Европског савета у Ници, која је одржана од 7. до 11. децембра исте године. Уговор из Нице је потписан 26. фебруара 2001. године, а затим је уследило појединачно потврђивање од стране сваке државе чланице. Парламенти свих чланица су уговор потврдили, док су га ирски гласачи одбацили на референдуму одржаном 7. јуна исте године, када је 53,87% ирских гласача гласало против његовог потврђивања. Након измена у садржају уговора, које су омогућиле Ирској да буде изостављена из појединих његових одредби, ирски гласачи су на референдуму 19. октобра 2002. године, већином од 62,89%, потврдили Уговор из Нице. Уговор је 1. фебруара 2003. године ступио на снагу.
Ступањем на снагу овог уговора, број области које подлежу гласању квалификоване већине у Савету Европске уније је повећан, док је право држава чланица да уложе вето на одлуке Савета ЕУ укинуто у 39 области. Структура броја гласова држава чланица у Савету ЕУ је измењена како би се направило места за нове чланице. Такође, како би одређени предлог био изгласан системом квалификоване већине, потребно је да за њега гласа толико држава чланица да број њихових становника износи најмање 62% укупног становништва ЕУ. Број чланова Европског парламента је повећан на 732, а распоред места у њему је искоришћен за покривање неравнотеже у броју гласова која је настала између појединих држава чланица у Савету ЕУ. Овлашћења председника Европске комисије су повећана, па је он добио право да разреши дужности појединачне чланове комисије. Такође, мандат новоизабраног председника Европске комисије мора да потврди Европски парламент, али тек пошто је он изабран системом квалификоване већине у Савету ЕУ. Идеја о појачаној сарадњи између држава чланица, која је први пут поменута у Уговору из Амстердама, је спроведена у дело, што је омогућило нормалан ток процеса доношења одлука у случају да га поједине државе блокирају. Међутим, оваква сарадња држава чланица је онемогућена у питањима као што су основна начела ЕУ, Шенгенски уговор, заједничко тржиште ЕУ, питања одбране и војне индустрије. Овим уговором, ојачана је Заједничка спољна и безбедносна политика ЕУ. У оквиру „Декларације о будућности Европске уније“, која је припојена садржају Уговора из Нице, договорено је састајање нове међувладине конференције, чији би рад био усмерен ка писање текста Устава Европске уније.

## Пето проширење
Падом комунизма у источној Европи, процес интеграције бивших комунистичких земаља у Европску унију је могао да почне. У периоду од 1987. до 1996. године, 10 бивших социјалистичких земаља — Пољска, Чешка, Словачка, Мађарска, Бугарска, Румунија, Словенија, Литванија, Летонија и Естонија, као и Турска, Кипар и Малта су поднеле пријаву за чланство у ЕУ. На седници Европског савета у Луксембургу, 12. и 13. децембра 1997. године покренут је поступак пријема ових земаља у ЕУ. Такође, тада је одлучено да ће „свака земља кандидат напредовати својом брзином, која ће зависити од степена њене спремности.“ Кроз финансијску помоћ за развој институција, инфраструктуре и економија земаља кандидата, ЕУ им је, у склопу своје претприступне стратегије, помогла да се прилагоде њеним правилима.
Како би успешно завршиле преговоре о придруживању Европској унији, све земље кандидати су морале да испуне Копенхагенски критеријум, према којем све будуће земље чланице ЕУ морају да буду стабилне демократије, да поштују људска права и владавину закона, да заштите националне мањине, да имају тржишну економију која функционише и да усвоје заједничка правила, стандарде и политику, који чине највећи део њених закона. Преговори са 6 земаља кандидата које су највише напредовале у остваривању ових критеријума (Кипар, Естонија, Мађарска, Пољска, Чешка и Словенија) су отпочели 31. марта 1998, док су све остале земље кандидати, осим Турске, преговоре отпочеле 15. фебруара 2000. године. На седници Европског савета у Копенхагену, у децембру 2002. године, закључено је да је 10 од 13 земаља кандидата испунило неопходне услове за придруживање ЕУ. Пошто су 13. априла 2003. године у Атини потписале споразуме о пријему у ЕУ, Пољска, Чешка, Словачка, Мађарска, Словенија, Литванија, Летонија, Естонија, Кипар и Малта су 1. јануара 2004. године постале њене пуноправне чланице.
Године 2005, две бивше југословенске републике — Хрватска и Македонија, као и Турска, стекле су статус кандидата за чланство у Европској унији.

## Устав Европске уније
Након ступања на снагу Уговора из Нице, исказала се потреба грађана Европске уније за поједностављењем њене веома сложене структуре закона, коју је сачињавало 8 уговора и преко 50 протокола и анекса. „Декларација о будућности Европске уније“, која је припојена Уговору из Нице, отворила је могућност консолидовања свих ових докумената унутар једног — Устава ЕУ. Још на седници Европског савета у Лакену, у децембру 2001. године, донета је одлука о сазивању јавне конвенције држава чланица ЕУ на којој би присуствовали представници тих држава, њихових националних парламената, Европског парламента и Европске комисије. Као плод ове конвенције која је трајала од фебруара 2002. до јула 2003. године, настао је нацрт Устава ЕУ, чији је главни циљ био да изврши њену дубинску реформу како би је приближио њеним грађанима. Овај нацрт је послужио као основа у преговорима који су вођени у оквиру међувладине конференције од октобра 2003. до јула 2004. године, када је усаглашен коначан текст Уговора о Уставу ЕУ. Нови устав је требало да замени све споразуме потписане у протеклих 50 година, осим споразума о Евроатому.
Садржај новог уговора је био подељен у 4 једнаке целине. Прва се односила на основне принципе и циљеве Европске уније, док је друга обухватала Подглавље основних права ЕУ. Трећа целина се односила на политике ЕУ и на њено функционисање уопште. Начин ступања на снагу Устава, начини његовог мењања и објава престанка важења свих претходних уговора су смештени у четврту целину уговора. Стубовна структура ЕУ би престала да постоји и ЕУ би постала јединствена правна целина. По први пут, предложена је клаузула о добровољном повлачењу, којом би свакој држави чланици било омогућено добровољно напуштање ЕУ. Задаци европског комесара за спољне односе и европску суседску политику, као и задаци високог представника за спољну политику и безбедност су поверени министру спољних послова ЕУ, чија би функција била уведена усвајањем Уговора о Уставу. Поред повећања броја области које подлежу гласању квалификоване већине, преложена је и измена овог система, према којој би, како би одређени предлог био усвојен, за њега морало да гласа 55% држава чланица, чија популација чини најмање 65% укупног броја становника ЕУ. У оквиру заједничке одбрамбене политике, била би знатно повећана улога Европске одбрамбене агенције, а предложено је и усвајање заједничке политике о азилу, имиграцији и контроли спољних граница ЕУ. Развојем Европола и Евројуста (основан 2002), била би створена могућност за отварање канцеларије европског јавног тужиоца.
Уговор о Уставу Европске уније је, како би Устав ступио на снагу, морала потврдити свака земља чланица ЕУ, или у националним парламентима или на референдумима. На референдумима у Француској и Холандији, 54,68%, односно 61,54% гласача је гласало против потврђивања овог уговора, што је довело до принудног замрзавања процеса доношења Устава ЕУ.

## Уговор из Лисабона
На седници Европског савета у Бриселу 16. и 17. јуна 2005. године, одлучено је да ће у наредном периоду процес реформисања Европске уније бити замрзнут, како би се, кроз консултације са њеним грађанима, увидели разлози због којих су грађани две земље чланице одбацили предлог Устава ЕУ. На церемонији прославе 50. годишњице потписивања Римских уговора, која је одржана 25. марта 2007. године у Берлину, све чланице ЕУ су усвојиле правно необавезујућу Берлинску декларацију, према којој нови, реформски уговор ЕУ мора бити усвојен пре избора за посланике Европског парламента 2009. године. Исте године, на седници Европског савета која је одржана 21. и 22. јуна у Бриселу, постигнут је договор о сазивању међувладине конференције на којој би био усаглашен текст новог уговора. Пошто је Европски савет на неформалној седници у Лисабону 18. и 19. октобра 2007. потврдио текст новог уговора, који је усаглашен на међувладиној конференцији, државе чланице су 23. децембра исте године усвојиле Уговор из Лисабона.
За разлику од Уговора о Уставу Европске уније који је предвиђао замену свих претходних уговора ЕУ њеним уставом, Уговор из Лисабона је, као и сваки претходни уговор донет у ЕУ, само изменио своје претходнике. Начин доношења одлука путем система квалификоване већине који је предложен Уставом ЕУ је задржан, али је, на захтев Пољске, његово ступање на снагу одложено до 2014. године. Уместо ротирајућег система шестомесечног председавања држава чланица седницама Европског савета, уведена је функција сталног председника овог тела. Функција министра спољних послова ЕУ, која је предложена Уставом ЕУ је због противљења Уједињеног Краљевства преименована, па ће њен званични назив гласити Високи представник Европске уније за спољну политику и безбедност. Предвиђено је смањење броја чланова Европске комисије са 27 на 15 до 2014. године, а одређена је и горња граница броја посланика у Европском парламенту — 750. Улога националних парламената држава чланица је повећана тако што им је дато право подношења амандмана на нацрте закона ЕУ. У тексту Уговора из Лисабона споменута су и питања енергетске солидарности између земаља чланица, као и питање климатских промена. Цео текст Подглавља основних права ЕУ је изостављен из текста новог уговора, али су задржане његове најбитније ставке, које имају једнаку правну вредност.
Како би ступио на снагу, Уговор из Лисабона је, као и Устав ЕУ, морала потврдити свака држава чланица. Иако је уговор потврђен у већини њих, грађани Ирске су га на референдуму одржаном 12. јуна 2008. године одбацили са 53,4% гласова против. Немачка канцеларка Ангела Меркел и председник Француске Никола Саркози су након одбацивања уговора на референдуму у Ирској позвали државе чланице да наставе се његовим потврђивањем. На поновљеном референдуму, који је одржан 2. октобра 2009, ирски гласачи су потврдили Уговор из Лисабона са 67,1% гласова за, а ирска председница Мери Макалис га је потписала 16. истог месеца. Иако су оба дома чешког парламента споразум потврдила у фебруару и мају, чешки председник Вацлав Клаус је пристао да га потпише тек 3. новембра, и то пошто га је уставни суд одобрио и након што је издејствовао изузеће своје државе из Подглавља основних права ЕУ.
Уговор из Лисабона ступио је на снагу 1. децембра 2009. За првог сталног председника Европског савета изабран је белгијски премијер Херман ван Ромпој, док је на функцију Високог представника Европске уније за спољну политику и безбедност изабрана европски комесар за трговину Кетрин Ештон.

## Даљи развој и деловање
Пошто до 2002. нису успеле да испуне потребне критеријуме за чланство у Европској унији, Румунија и Бугарска су њене чланице постале тек 1. јануара 2007. године. Истог дана, Словенија је, испунивши неопходне услове за увођење евра као своје националне валуте, постала прва бивша социјалистичка држава која је увела јединствену европску валуту. Кипар и Малта су 1. јануара следеће године постали 14. и 15. чланица Еврозоне, а Словачка им се придружила тачно годину дана касније.
Косовски парламент је 17. фебруара 2008. године прогласио независност од Србије. Министри спољних послова држава чланица Европске уније су следећег дана усвојили документ према којем ЕУ неће имати заједнички став по овом питању, већ ће одлуку о признавању или непризнавању независности Косова свака држава чланица донети појединачно. Независност Косова су признале 22 од 27 држава чланица ЕУ. Како би помогла у развоју Косова након проглашења његове независности и како би од Уједињених нација, САД и Русије преузела дужности очувања мира и развоја демократије на Косову, ЕУ је на њега послала мисију полиције и цивилне администрације — Еулекс.